# Vorstendom Arbër
Het vorstendom Arbër (Albanees: Principata e Arbërit) (1190-1255) was het eerste Albanese vorstendom tijdens de middeleeuwen gesticht door stamvader Progon, die de titel van archont kende. Het was daarmee ook de eerste staat die werd geregeerd door Albanezen. Het vorstendom, met Krujë als hoofdstad, kwam overeen met het moderne centraal- en zuid-Albanië en realiseerde onafhankelijk van het Byzantijnse Rijk. Na heerschappijen van de prinsen Gjin en Dhimitër Progoni werd het vorstendom geregeerd door Grigor Kamona en Golem van Albanië. In 1255 werd het vorstendom ontbonden.

## Geschiedenis
In 1190 realiseerden de Albanezen onder  archont Progon de gewenste onafhankelijkheid van het Byzantijnse Rijk. Progon heerste over het vorstendom tot 1198 waarna zijn zoons Gjin (van 1198 tot 1208) en later Dhimitër (1208 tot 1216) hem opvolgden.  Dhimitër, die het vorstendom naar het territoriale hoogtepunt bracht, zocht naar bondgenoten om oorlogen met nabijgelegen rijken te vermijden. Hij vond in de Republiek Venetië de gewenste bondgenoot. Kort daarna kwam Dhimitër hier op terug en viel de Venetiaanse vazalstaat van Đorđe Nemanjić aan. In 1208 kende de Byzantijnse keizer Alexios III Angelos Dhimitër de lokale titel panhypersebastos toe als gevolg van het huwelijk tussen Dhimitër en Komnena Nemanjić, de dochter van Stefan Nemanjić, een rivaal van Đorđe Nemanjić. Dhimitër claimde hierna heerschappij over de gebieden Shkodër, Prizren, Ohrid en Durrës. 
Omdat Dhimitër na zijn dood in 1216 geen zoon achterliet, ging de heerschappij over het vorstendom naar zijn vrouw Komnena die vervolgens  al snel uitgehuwelijkt werd aan de Albanese edelman Grigor Kamona. Nadat deze de heerschappij kreeg na het huwelijk met Komnena, versterkte hij de relatie met het Grootvorstendom Servië. De dochter van Grigor Kamona trouwde met de Albanese edelman Golem die de laatste heerser werd van het vorstendom Arbër dat in 1256 werd terug geannexeerd door het Byzantijnse Rijk.

## Prinsen
- Progon (1190-1198)
- Gjin Progoni (1198-1208)
- Dhimitër Progoni (1208-1216)
- Grigor Kamona (1216–1236)
- Golem (1252–1256)

## Kaarten

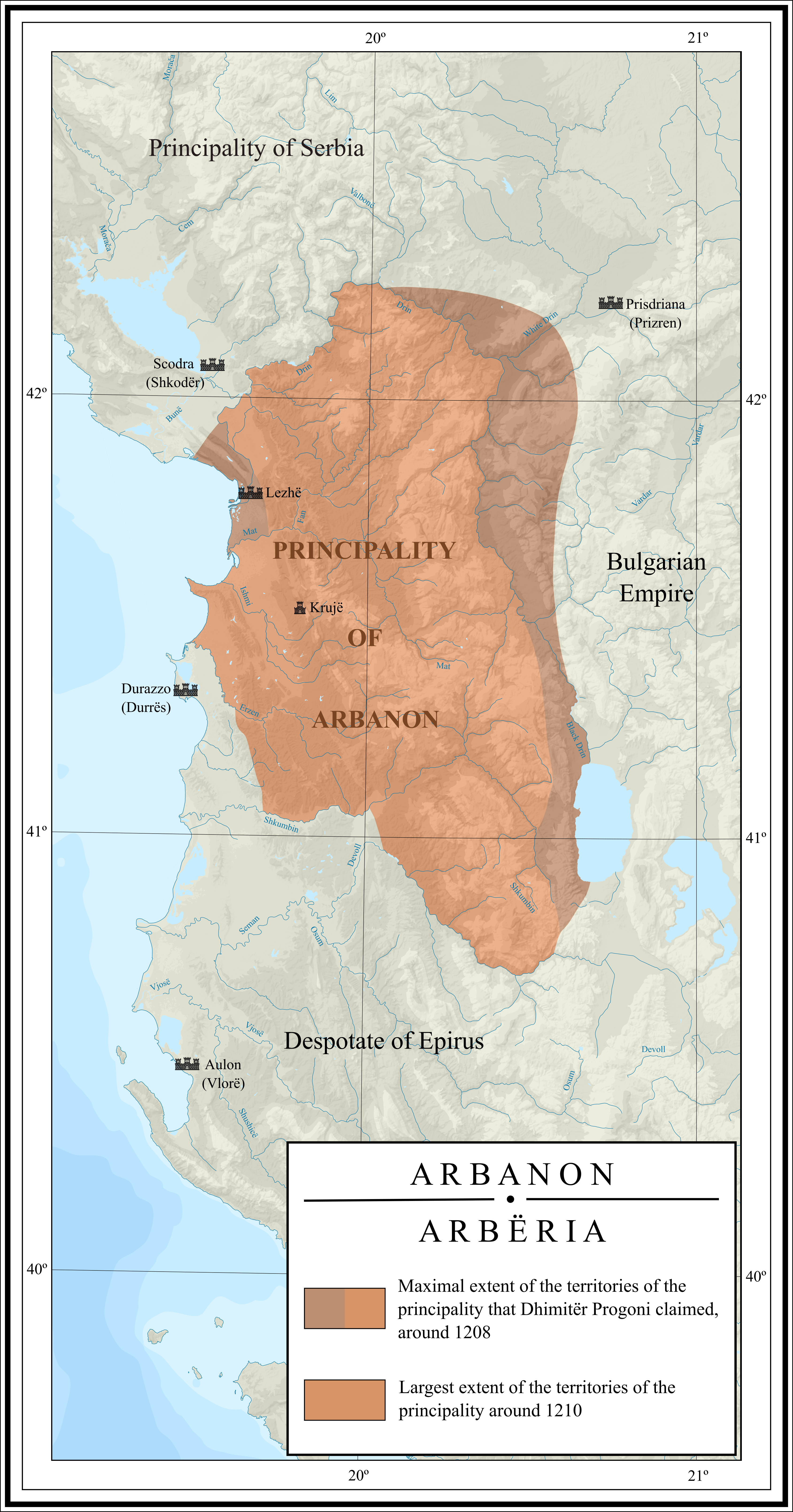
1208
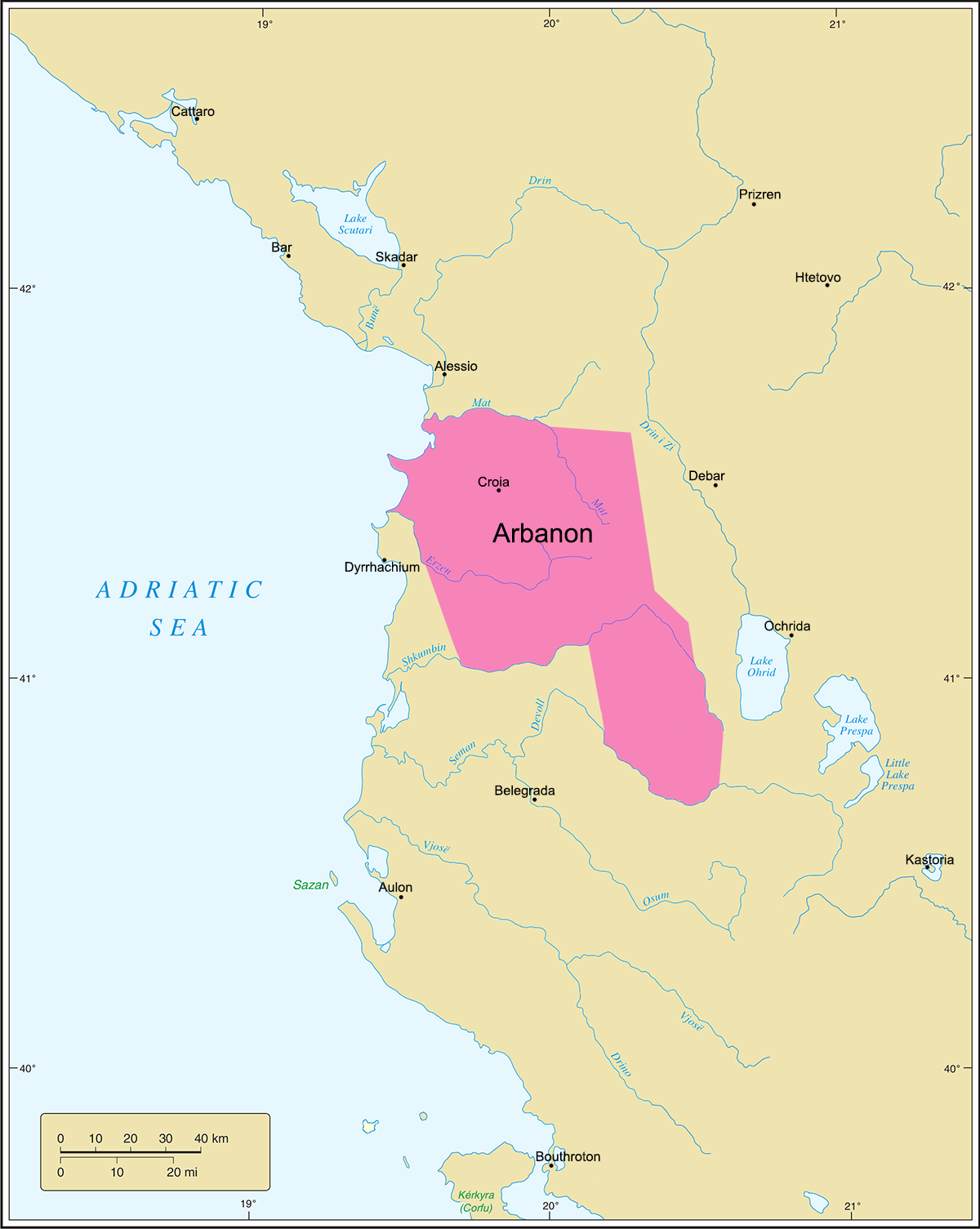
1210